# Kaori Iida
Kaori Iida (飯田 圭織?, Iida Kaori; Muroran, 8 agosto 1981) è una cantante e attrice giapponese.

## Carriera
Associata al gruppo di produzione Hello! Project, è conosciuta anche come membro del girl group Morning Musume., di cui ha fatto parte dal 1997 al 2005 e di è stata leader dal 2001 al 2005. Ha anche lavorato come componente delle Tanpopo, un progetto parallelo a quello delle Morning Musume e nel 2003 ha esordito da solista. Dal 2011 fa invece parte del gruppo idol Dream Morning Musume.

## Discografia
Album solista
- 2003 - Osavurio: Ai wa Matte Kurenai (オサヴリオ: 愛は待ってくれない)
- 2003 - Paradinome: Koi ni Mi o Yudanete (パラディノメ: 恋に身をゆだねて)
- 2004 - Avenir: Mirai (アヴニール: 未来)
- 2005 - Plein D'amour: Ai ga Ippai (プラン・ダムール: 愛がいっぱい)